# Józef Kowalczyk

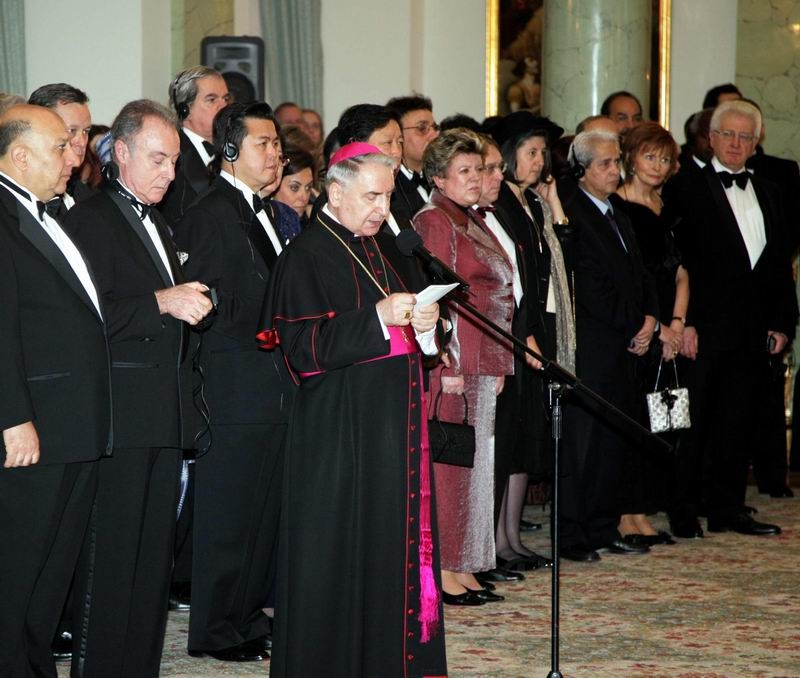
Abp Józef Kowalczyk podczas spotkania noworocznego z Prezydentem RP (2007)

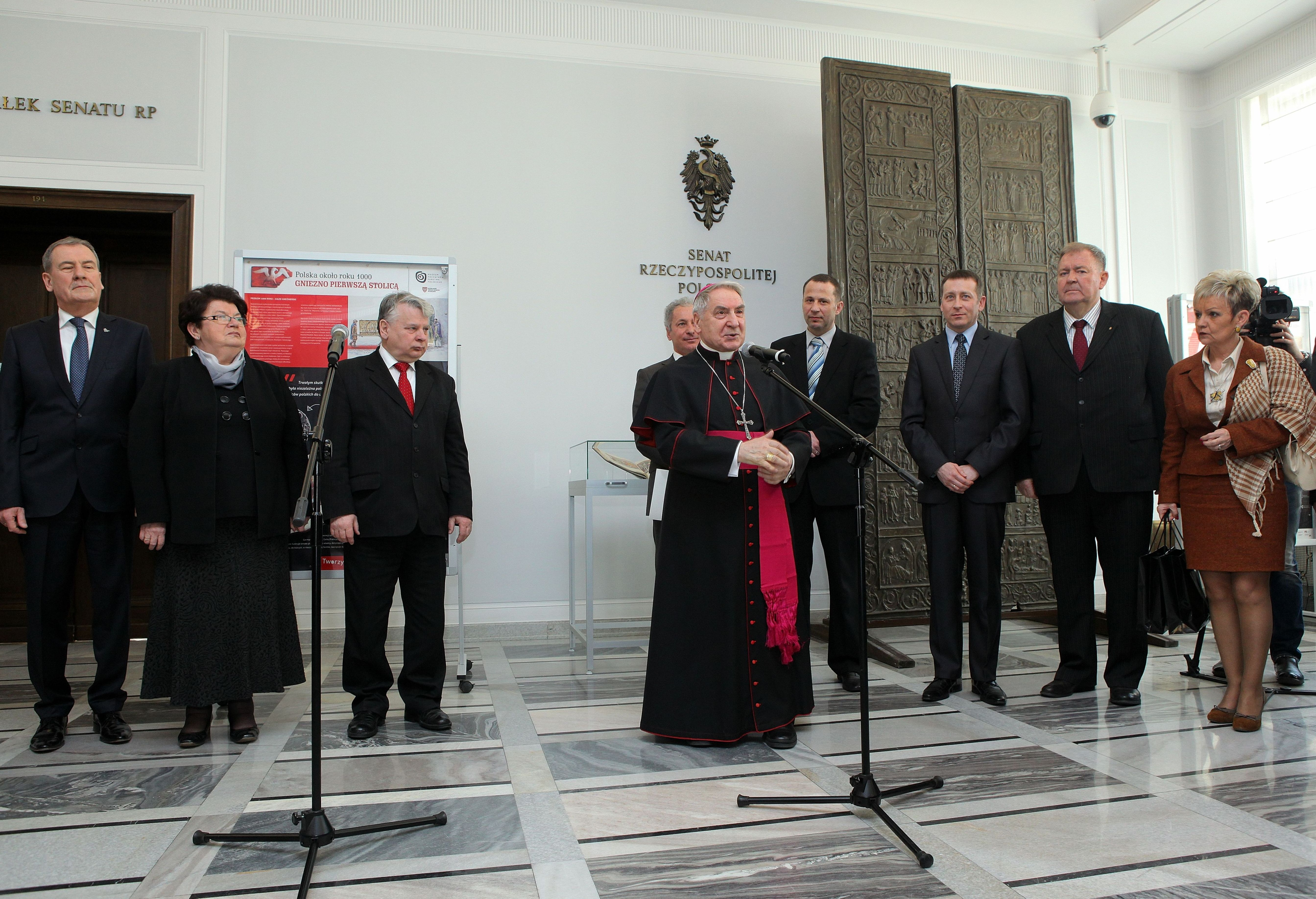
Abp Józef Kowalczyk na otwarciu wystawy „Polska około roku 1000. Gniezno pierwszą stolicą Polski” w Senacie Rzeczypospolitej Polskiej (2013)

Józef Kowalczyk (ur. 28 sierpnia 1938 w Jadownikach Mokrych) – polski duchowny rzymskokatolicki, doktor prawa kanonicznego, nuncjusz apostolski w Polsce w latach 1989–2010, arcybiskup metropolita gnieźnieński i prymas Polski w latach 2010–2014, od 2014 arcybiskup senior archidiecezji gnieźnieńskiej.

## Życiorys

### Młodość i wykształcenie
Urodził się 28 sierpnia 1938 w Jadownikach Mokrych. Kształcił się w gimnazjum w Radłowie, maturę zdał w 1955 w Liceum Ogólnokształcącym w Radłowie.
W latach 1956–1962 studiował w Wyższym Seminarium Duchownym „Hosianum” w Olsztynie. Święcenia diakonatu otrzymał 18 marca 1961 przez posługę administratora apostolskiego warmińskiego Tomasza Wilczyńskiego, natomiast święceń prezbiteratu udzielił mu 14 stycznia 1962 w kościele św. Jakuba w Olsztynie biskup Józef Drzazga.
Podjęcie dalszych studiów za granicą uniemożliwiły mu władze komunistyczne, które odmówiły wydania paszportu, toteż w 1963 rozpoczął studia na Wydziale Prawa Kanonicznego Katolickiego Uniwersytetu Lubelskiego. W 1965 wyjechał do Rzymu, gdzie kontynuował studia na Wydziale Prawa Kanonicznego Papieskiego Uniwersytetu Gregoriańskiego. Stopień doktora prawa kanonicznego uzyskał w 1968 na podstawie dysertacji De extraordinario confirmationis ministro. Comparatio inter disciplinam Ecclesiae latinae et Ecclesiarum orientalium (Nadzwyczajny szafarz bierzmowania. Studium porównawcze między dyscypliną Kościoła łacińskiego i Kościołów wschodnich).
W międzyczasie ukończył kurs kanonicznej praktyki administracyjnej przy Kongregacji Soboru. Odbył też studium przy Tajnym Archiwum Watykańskim, uzyskując dyplom archiwisty, a w latach 1968–1971 studium w Rocie Rzymskiej, które ukończył z tytułem adwokata Roty Rzymskiej.

### Prezbiter
Od lutego 1962 do czerwca 1963 pracował jako wikariusz w parafii Świętej Trójcy w Kwidzynie. Jednocześnie był katechetą najpierw klas siódmych, następnie klas szóstych z Kwidzyna, a także wszystkich klas w Bądkach i Rozpędzinach.
W czasie pobytu w Rzymie współpracował z Sekretariatem Generalnym Synodu Biskupów. Był zatrudniony w Najwyższym Trybunale Apostolskim Roty Rzymskiej na stanowisku obrońcy węzła małżeńskiego. W grudniu 1969 został pracownikiem Kongregacji ds. Dyscypliny Sakramentów. Brał udział w organizacji Sekretariatu Synodu Biskupów, a także wspierał sekcję rzymską Ogólnopolskiego Komitetu Beatyfikacji Ojca Maksymiliana Kolbe. W latach 1976–1978 towarzyszył arcybiskupowi Luigiemu Poggiemu, nuncjuszowi apostolskiemu do spraw specjalnych, w podróżach do Polski. Został członkiem Zespołu Stolicy Apostolskiej ds. Stałych Kontaktów roboczych z przedstawicielami rządu PRL.
W październiku 1978 papież Jan Paweł II przeniósł go do Sekretariatu Stanu z poleceniem utworzenia Sekcji Polskiej. Jako jej kierownik brał udział w podróżach apostolskich Jana Pawła II. W 1978 został mianowany przewodniczącym Komisji ds. Publikacji pism Karola Wojtyły z okresu przed wyborem na papieża, którą to funkcję pełnił do 2000. Był również redaktorem naczelnym polskojęzycznego wydania czternastu tomów nauczania Jana Pawła II. W 1981 współpracował przy ustanowieniu i opracowaniu statutu Fundacji Jana Pawła II, w której objął funkcję członka Rady Administracyjnej.
W 1977 otrzymał godność kapelana Jego Świątobliwości, a w 1987 prałata honorowego Jego Świątobliwości. Również w 1987 został mianowany kanonikiem rzeczywistym Warmińskiej Kapituły Katedralnej w Olsztynie.

### Biskup
Po przywróceniu stosunków dyplomatycznych między Stolicą Apostolską i Polską Rzeczpospolitą Ludową, 26 sierpnia 1989 papież Jan Paweł II mianował go nuncjuszem apostolskim w Polsce, jednocześnie wynosząc do godności arcybiskupa tytularnego Heraklei. Święcenia biskupie otrzymał 20 października 1989 w bazylice św. Piotra. Udzielił mu ich Jan Paweł II z towarzyszeniem arcybiskupa Edwarda Cassidy'ego, substytuta ds. Ogólnych Sekretariatu Stanu, i arcybiskupa Francesca Colasuonna, nuncjusza apostolskiego ds. poruczeń i przewodniczącego delegacji Stolicy Apostolskiej do stałych kontaktów roboczych z rządem PRL. Jako dewizę biskupią wybrał słowa: „Fiat voluntas Tua” (Bądź wola Twoja). 26 listopada 1989, mszą św. w archikatedrze św. Jana Chrzciciela w Warszawie, zainaugurował misję wobec Kościoła katolickiego w Polsce, natomiast 6 grudnia 1989, złożeniem listów uwierzytelniających na ręce prezydenta PRL Wojciecha Jaruzelskiego w Belwederze, misję wobec państwa i jako dziekana Korpusu Dyplomatycznego w Polsce.
Pełniąc funkcję nuncjusza apostolskiego w Polsce, doprowadził do odtworzenia w 1991 Ordynariatu Polowego Wojska Polskiego. Przygotował reorganizację struktur Kościoła katolickiego w Polsce, wprowadzoną w 1992 bullą Totus Tuus Poloniae populus. Brał udział w negocjacjach konkordat między Stolicą Apostolską i Rzecząpospolitą Polską, który podpisał w 1993. Uczestniczył w przygotowaniach i towarzyszył w podróżach apostolskich do Polski Jana Pawła II w latach 1991, 1995, 1997, 1999, 2002 oraz Benedykta XVI w 2006. Przyczynił się do powołania wydziałów teologicznych na uniwersytetach państwowych w Opolu (1994), Olsztynie (1999), Katowicach (2000), Toruniu (2001) i Szczecinie (2004), a także do przekształcenia Akademii Teologii Katolickiej w Uniwersytet Kardynała Stefana Wyszyńskiego (1999). Zainicjował budowę Ośrodka Opiekuńczo-Rehabilitacyjnego w Jadownikach Mokrych, przeznaczonego dla dzieci i młodzieży niepełnosprawnej, oraz znajdującej się przy nim Izby Pamięci Pontyfikatu Ojca Świętego Jana Pawła II.
8 maja 2010 papież Benedykt XVI mianował go arcybiskupem metropolitą gnieźnieńskim i prymasem Polski. 24 czerwca 2010 zakończył misję nuncjusza apostolskiego w Polsce i dziekana Korpusu Dyplomatycznego, a 26 czerwca 2010 odbył ingres do archikatedry gnieźnieńskiej, w trakcie którego kanonicznie objął archidiecezję. Paliusz metropolitalny odebrał od Benedykta XVI 29 czerwca 2010. W Konferencji Episkopatu Polski z urzędu, jako prymas Polski, został członkiem Rady Stałej. 17 maja 2014 papież Franciszek przyjął jego rezygnację z obowiązków arcybiskupa metropolity gnieźnieńskiego. Jednocześnie do czasu kanonicznego objęcia urzędu przez jego następcę, tj. do 7 czerwca 2014, zlecił mu pełnienie funkcji administratora apostolskiego archidiecezji.
Konsekrował 12 biskupów i był współkonsekratorem podczas sakr 10 biskupów.

## Odznaczenia i wyróżnienia
Postanowieniem marszałka Sejmu Bronisława Komorowskiego wykonującego obowiązki prezydenta RP z 8 czerwca 2010 „za wybitne osiągnięcia w pracy duszpasterskiej oraz działalność na rzecz rozwoju współpracy między Rzecząpospolitą Polską i Stolicą Apostolską” został odznaczony Krzyżem Wielkim Orderu Odrodzenia Polski. W 2006 otrzymał Wielki Krzyż Zasługi Orderu Zasługi Republiki Federalnej Niemiec, a w 2008 Krzyż Wielki Orderu Zasługi Republiki Portugalskiej. W 2002 został uhonorowany Krzyżem Pro Piis Meritis zakonu maltańskiego, w zakonie bożogrobców otrzymał rangę Komandora z Gwiazdą.
W 2009 został wyróżniony Odznaką Honorową „Bene Merito”.
Otrzymał tytuł honorowego obywatela: Sandomierza (1992), Kwidzyna (1993), Chojnic (1994), gminy Wietrzychowice (2001), powiatu tarnowskiego (2009) i Radłowa (2014).
Tytuł doktora honoris causa przyznały mu: Akademia Rolnicza w Krakowie (1999), Uniwersytet Kardynała Stefana Wyszyńskiego w Warszawie (2000), Katolicki Uniwersytet Lubelski (2001), Uniwersytet Warmińsko-Mazurski w Olsztynie (2004) oraz Papieski Wydział Teologiczny we Wrocławiu (2011). Ponadto w 1994 otrzymał Medal Uniwersytetu Opolskiego, a w 2010 tytuł honorowy Katolickiego Uniwersytetu Lubelskiego Jana Pawła II Deo et Patriae deditus (Bogu i Ojczyźnie oddany).
Został uhonorowany nagrodą „Orli Laur” przez kapitułę konsulów honorowych w Polsce (2005), statuetką Złotego Hipolita wraz z godnością Wybitnej Osobistości Pracy Organicznej przez Towarzystwo im. Hipolita Cegielskiego (2006), a także Wielkim Orderem św. Zygmunta diecezji płockiej (1999) i medalem Milito pro Christo Ordynariatu Polowego Wojska Polskiego (2009).
W 2010 został przyjęty w poczet członków konfraterni zakonu paulinów na Jasnej Górze.